# Poïkilotherme

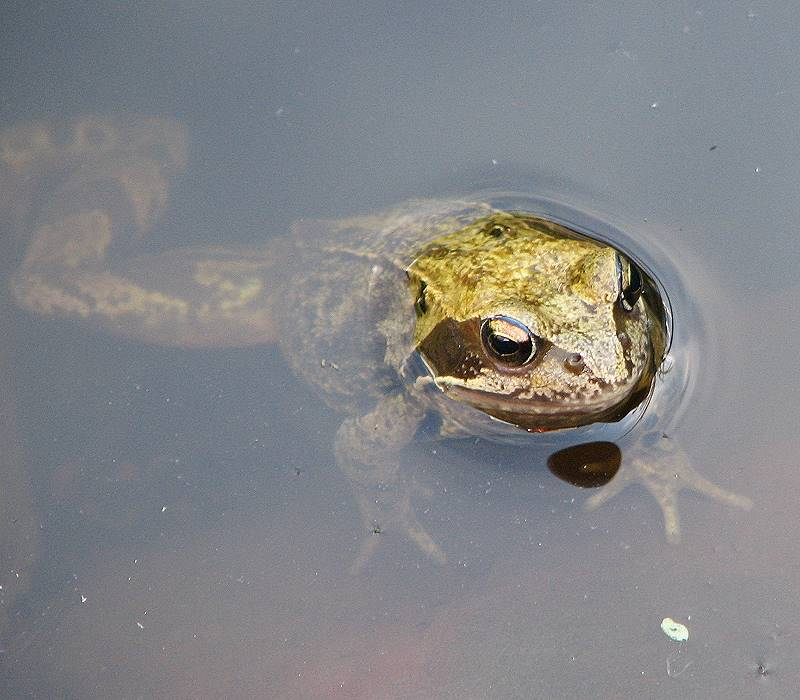
La grenouille rousse est un poïkilotherme.

Les animaux poïkilothermes, dits à « sang froid » ou encore pœcilothermes, sont des animaux ayant une température corporelle qui varie avec celle de leur milieu,.
Par cette caractéristique, ils diffèrent et s'opposent aux homéothermes qui ont une température interne relativement stable.
Ils ne sont pas à confondre avec les hétérothermes qui sont des homéothermes dont la température corporelle habituellement stable, varie dans certains cas (les animaux qui hibernent, les nourrissons dont la température corporelle n'est pas encore stable, etc.). Ils sont qualifiés à tort d'animaux « à sang froid » car leur température corporelle varie.
La plupart des organismes poïkilothermes (qui ne contrôlent pas leur température corporelle) sont également ectothermes (c'est-à-dire que leur chaleur corporelle provient de l'extérieur). Il existe toutefois des cas particuliers et il est nécessaire de rappeler que poïkilotherme et ectotherme ne sont pas synonymes. Par exemple, certains poissons des mers sont ectothermes (incapable d'utiliser leur énergie cellulaire pour augmenter leur température corporelle) mais ne sont pas poïkilothermes car la température de l'eau dans laquelle ils se trouvent ne varie jamais. 
Cette non-maîtrise de leur température interne les empêche d'avoir une activité « normale » lors des périodes froides, mais c'est une caractéristique beaucoup plus économe en énergie que les homéothermes. Les deux types ont survécu car ils sont caractéristiques de modes de vie différents.
Comme les insectes, les poissons et les reptiles, les animaux à sang froid ne peuvent pas contrôler leur température ambiante. Certaines doivent se réchauffer une fois le jour venu, afin de reprendre leur activité normale.

## Étymologie
Le mot poïkilothermes est composé du préfixe grec poïkilo-, qui signifie irrégulier, et de therme, qui signifie chaleur.

## Classification
Les animaux à sang froid font référence à trois principaux mécanismes de thermorégulation.
1. L'ectothermie : les animaux contrôlent la température de leur corps grâce à des moyens externes (se mettre au soleil, par exemple).
2. La poïkilothermie : la température de ces animaux varie, souvent en fonction de la température ambiante de l'environnement immédiat.
3. Le bradymétabolisme : le métabolisme au repos est bas (par exemple en cas de conditions hivernales extrêmes ou par manque de nourriture) ; ces animaux peuvent « sombrer » dans des états proches de la mort, jusqu'au retour de conditions favorables (comme pour l'hibernation).

Très peu d'animaux possèdent seulement l'une de ces trois caractéristiques ; la plupart utilisent une combinaison de ces aspects de thermophysiologie (avec leurs contreparties : endothermie, homéothermie et tachymétabolisme), pour couvrir un large spectre de tous les types de température corporelle.
De nombreux ectothermes terrestres sont poïkilothermiques, mais certains ectothermes restent dans des environnements à température constante au point de pouvoir maintenir une température interne constante (c'est-à-dire homéothermiques). Ils ne sont donc pas poïkilothermiques. C'est cette distinction qui rend souvent le terme « poikilothermique » plus utile que le vernaculaire « à sang froid », qui est parfois utilisé pour désigner les ectothermes de manière plus générale.

## Stratégie
Différentes stratégies de contrôle de température incluent :
- Les serpents et les lézards, profitant du soleil sur des rochers
- Les poissons, changeant de profondeur en fonction de la température de l'eau
- Les animaux du désert, tirant profit du sable pendant la journée
- Les insectes, réchauffant leur corps en faisant vibrer les muscles de leurs ailes.

Souvent, les poïkilothermes ont un métabolisme plus complexe que les homéothermes. Pour une réaction chimique importante, ils peuvent en effet avoir des systèmes de 4 à 10 enzymes, qui opèrent à différents niveaux de températures. En conséquence, les poïkilothermes ont souvent des génomes plus complexes que leurs homologues homéothermes dans une même niche écologique.

## Conséquences
À cause de leur métabolisme variable, les poïkilothermes ne sont pas très adaptés pour les systèmes complexes, ou avec de grandes exigences énergétiques, comme un cerveau plus volumineux. Certains grands poïkilothermes, grâce à un rapport volume/surface de peau favorable, sont capables de maintenir une température de corps relativement élevée et un métabolisme élevé. Ce phénomène, appelé gigantothermie, a été observé sur les tortues de mer.
Le métabolisme anaérobie des poïkilothermes reptiliens, qui fonctionne pratiquement sans oxygène musculaire, permet, à volume égal, d'avoir une puissance musculaire deux à trois fois supérieure à celle des homéothermes. En contrepartie, l'endurance des poïkilothermes est moindre que celle des homéothermes.

## Entre sang chaud et sang froid
Nos connaissances s'améliorant, des animaux précédemment « catalogués » à sang froid (comme le thon ou l'espadon) ont été déclassés car ils possèdent également des caractéristiques d'animaux à sang chaud. Ils sont donc dans une catégorie intermédiaire (voir paragraphe ad hoc dans l'article sur les homéothermes).